# Дилижанские железнодорожные тоннели
Дилижанские железнодорожные тоннели — группа из пяти однопутных железнодорожных тоннелей на линии Армянской железной дороги Иджеван — Раздан общей длиной 3768 метров, расположенных между станциями Дилижан и Фиолетово, на большем своём протяжении пролегающими под городом Дилижан. Построенны в 1972—1984 годах. Максимальный диаметр — 8.5 метров. Движение было открыто 9 августа 1986 года. Регулярное сообщение прекращено в 1992 году. Грузовое движение прекращено в 2012 году. На 2025 год тоннели заброшены и не эксплуатируются. В то же время остаются пешеходно проходимыми.

## Список тоннелей
| Тоннель     | Длина, м | Подрядчик            | Координаты западного портала    |
| ----------- | -------- | -------------------- | ------------------------------- |
| № 1         | 1440     | ЗакСУ Гидроспецстрой | 40°44′39″ с. ш. 44°51′06″ в. д. |
| № 2         | 638      | ЗакСУ Гидроспецстрой | 40°44′40″ с. ш. 44°50′36″ в. д. |
| № 3         | 1390     | Киевметрострой       | 40°44′37″ с. ш. 44°49′36″ в. д. |
| № 4-A № 4-B | 300      | Тбилметрострой       | 40°43′02″ с. ш. 44°46′28″ в. д. |

## Характеристики
Первые три тоннеля расположены под Дилижаном рядом с оползнеопасной поймой реки Агстев в толще вывалоопасных и склонных к пучению глинистых сланцев Дилижанской свиты. Из-за высокого горного давления (150 т/м²), проектная монолитная обделка в тоннелях №1 и №2 была заменена на кольцевую —чугунную и железобетонную с использованием тюбингов станционных тоннелей Ереванского метрополитена диаметром 8,5 м.
Тоннель №2 был построен раньше остальных из монолитного бетона, из-за чего в нем начались процессы трещинообразования. В итоге тоннель был усилен арками из двутавра по внутреннему контуру бетонной отделки. Арки устанавливались через 0,5 метров друг от друга и крепились в породу преднапряженными анкерами длиной 6-7 метров и диаметром 40 мм.
Пара параллельных тоннелей №4-A и №4-B расположена вне города на девятом километре трассы Дилижан — Ванадзор. Единственный путь линии Иджеван — Раздан проходит через южный тоннель №4-A, в то время как через тоннель №4-B проходит грунтовая дорога для обслуживания линии.